# Jerry Akaminko
Jerry Akaminko, właśc. Jeremiah Akaminko (ur. 2 maja 1988 w Akrze) – piłkarz ghański grający na pozycji prawego obrońcy.

## Kariera klubowa
Swoją karierę piłkarską Akaminko rozpoczął w klubie Heart of Lions. Zadebiutował w nim w 2005 roku w ghańskiej Premier League. W Heart of Lions grał do 2008 roku.
Latem 2008 Akaminko przeszedł do tureckiego Ordusporu. W sezonie 2010/2011 awansował z nim z 1. Lig do Süper Lig. W 2011 roku odszedł do Vestelu Manisaspor, w którym zadebiutował 17 września 2011 w przegranym 0:1 wyjazdowym meczu z Ordusporem. W Manisasporze grał przez rok.
Latem 2012 roku Akaminko został zawodnikiem klubu Eskişehirsporu. Swój debiut w nim zaliczył 31 sierpnia 2012 w wygranym 3:1 wyjazdowym meczu z Mersin İdman Yurdu.
| Sezon   | Klub              | Kraj   | Rozgrywki      | Mecze | Bramki |
| ------- | ----------------- | ------ | -------------- | ----- | ------ |
| 2005    | Heart of Lions    | Ghana  | Premier League | ?     | ?      |
| 2006/07 | Heart of Lions    | Ghana  | Premier League | ?     | ?      |
| 2007/08 | Heart of Lions    | Ghana  | Premier League | ?     | ?      |
| 2008/09 | Orduspor          | Turcja | 1. Lig         | 24    | 1      |
| 2009/10 | Orduspor          | Turcja | 1. Lig         | 31    | 0      |
| 2010/11 | Orduspor          | Turcja | 1. Lig         | 23    | 1      |
| 2011/12 | Vestel Manisaspor | Turcja | Süper Lig      | 28    | 0      |
| 2012/13 | Eskişehirspor     | Turcja | Süper Lig      | 24    | 1      |
| 2013/14 | Eskişehirspor     | Turcja | Süper Lig      | 28    | 0      |
| 2014/15 | Eskişehirspor     | Turcja | Süper Lig      | 0     | 0      |
| 2015/16 | Eskişehirspor     | Turcja | Süper Lig      | 5     | 0      |
| 2016/17 | Eskişehirspor     | Turcja | 1. Lig         | 18    | 0      |
| 2017/18 | Eskişehirspor     | Turcja | 1. Lig         | 31    | 0      |
| 2018/19 | İstanbulspor A.Ş. | Turcja | 1. Lig         | 6     | 0      |

## Kariera reprezentacyjna
W reprezentacji Ghany Akaminko zadebiutował 1 czerwca 2012 roku w wygranym 7:0 meczu kwalifikacji do PNA z Lesotho i w debiucie zdobył gola. W 2013 roku został powołany do kadry na Puchar Narodów Afryki 2013.